# Boban Aković
Boban Aković (czarn. i serb. Бобан Акoвић; ur. 4 czerwca 1977) – czarnogórski piłkarz występujący na pozycji obrońcy, działacz piłkarski.

## Kariera klubowa
Karierę na poziomie seniorskim rozpoczął w sezonie 1995/96 w FK Rudar Pljevlja, występującym w Drugiej Lidze Srbije i Crne Gore. W latach 1996–2001 był zawodnikiem grających na tym samym poziomie rozgrywkowym zespołów FK Javor Ivanjica i FK Mladost Lučani. W lutym 2001 roku na zasadzie wypożyczenia został graczem Śląska Wrocław, prowadzonego przez Janusza Wójcika. 10 marca 2001 zadebiutował w I lidze w przegranym 0:2 meczu przeciwko Górnikowi Zabrze. Ogółem w barwach Śląska rozegrał 5 ligowych spotkań, nie zdobył żadnej bramki. Po zakończeniu rundy wiosennej sezonu 2000/01 powrócił do FK Mladost.
Od 2002 roku kontynuował karierę w FK Rudar Pljevlja, z którym rywalizował w sezonie 2002/03 w Prvej Lidze SR Јugoslavije. Od 2003 roku grał w drugoligowych klubach FK Šumadija 1903, FK Metalac oraz FK Jedinstvo Bijelo Polje, z którym wywalczył w sezonie 2004/05 awans do Super Ligi Srbije i Crne Gore. W 2005 roku został zawodnikiem FK Berane, gdzie pełnił funkcję kapitana zespołu. W sezonie 2006/07, po odzyskaniu przez Czarnogórę niepodległości, rozpoczął z tym klubem występy w nowo utworzonej czarnogórskiej ekstraklasie. Zadebiutował w niej 12 sierpnia 2006 w przegranym 1:2 meczu z FK Mladost Podgorica. W barwach FK Berane spędził na poziomie 1. CFL dwa sezony (2006/07, 2009/10), w których rozegrał łącznie 60 spotkań, zdobywając w nich 2 bramki. W 2011 roku zakończył grę w piłkę nożną.

## Działacz sportowy
W 2011 roku rozpoczął pracę w strukturach FK Berane jako działacz i trener młodzieży. Jest jednym z założycieli powstałej w 2013 roku akademii piłkarskiej OFK Berane.